# Wernerkapelle (Womrath)
Die römisch-katholische Wernerkapelle in Womrath, Hunsrück, dient der Minderheit von wenig über 30 Katholiken als Gotteshaus.

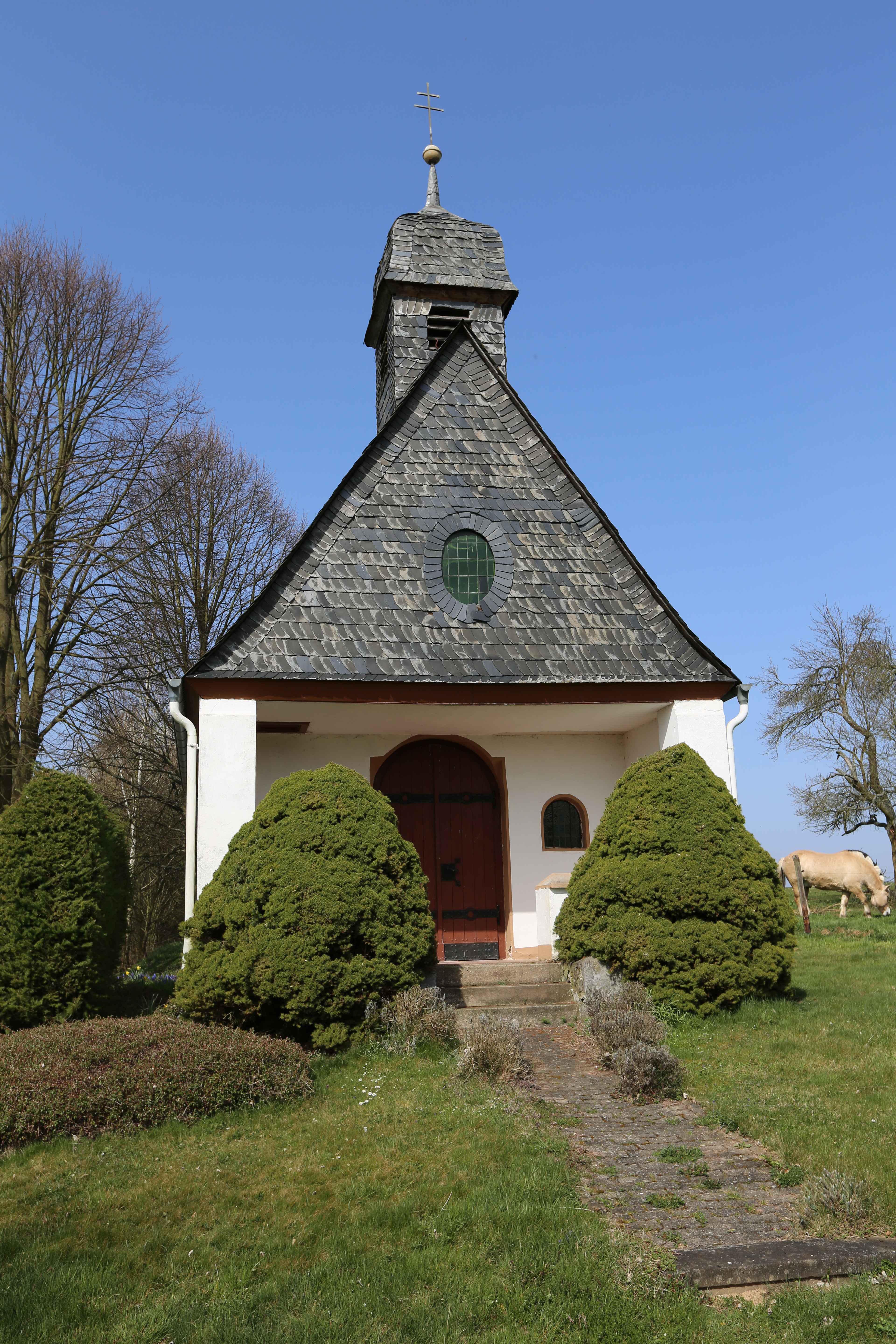
Wernerkapelle 2014

## Geschichte
Seit im Amt Kirchberg durch Ottheinrich von der Pfalz 1566 die Reformation eingeführt wurde, war der Ort und seine jeweilige Kirche evangelisch. Nach dem Dreißigjährigen Krieg erhielten die Katholiken Religionsfreiheit und durften seit 1688 Gottesdienst in der Kirche abhalten. In der Kirche wurde katholischerseits der hier geborene Werner von Womrath verehrt. Für den Kirchneubau von 1773 bekamen ab dem Folgejahr die Katholiken das Recht auf Mitbenutzung, sie wurde bis 1912 zur Simultankirche. Nach langanhaltenden Auseinandersetzungen wurde am 5. Juli 1910 ein Vertrag geschlossen. Darin wurde geregelt, dass die katholische Gemeinde eine Abfindung in Höhe von 3500 Mark für ihren Verzicht auf Rechte an der bisherigen Simultankirche erhielt. Dies Geld war der Grundstock für ein eigenes Gebäude, für dessen Planung der Kölner Kirchenarchitekt Eduard Endler gewonnen werden konnte. Zudem vereinbarten beide Kirchen, dass die Katholiken die – nun evangelische – Kirche bis zur Fertigstellung des Baus an jedem dritten Sonntag im Monat sowie für ihre Werner-Prozession am 19. April nutzen dürfen. Die Grundsteinlegung der Wernerkapelle fand am 16. Oktober 1910 statt, die Weihe am 2. Juli 1911. Die Bronzeglocke wurde 1952 von der Firma Glockengießerei Mabilon aus der aus dem Krieg verbliebenen Glocke der Dickenschieder katholischen Kirche gegossen.

## Baubeschreibung

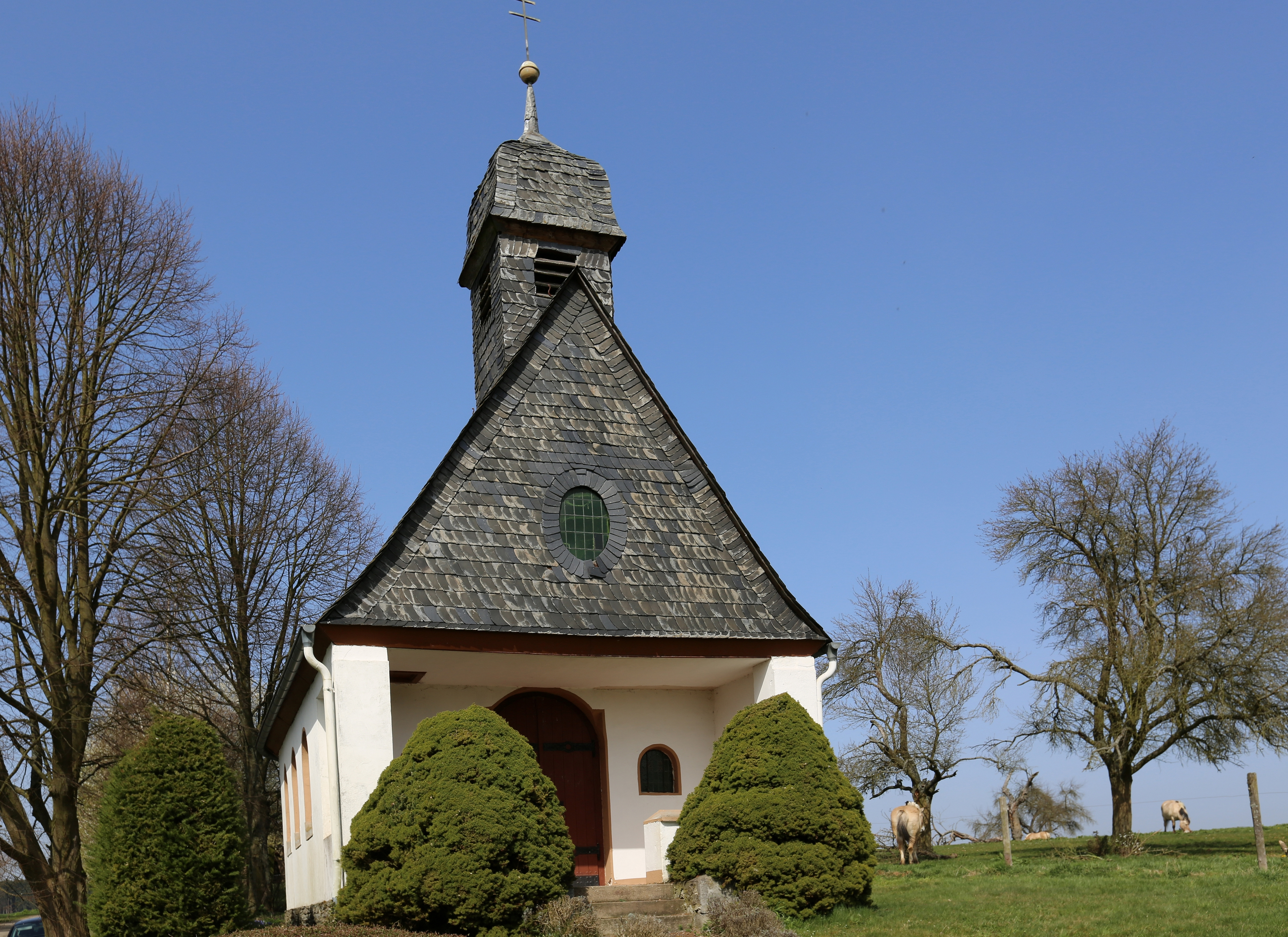

Der schlichte schiefergedeckte Saalbau hat je drei rundbogige Fenster an den Seiten und eine halbkreisförmige fensterlose Apsis. Der Eingangsbereich an der gegenüberliegenden Schmalseite ist eingezogen und bietet so Raum und Gelegenheit, auch bei verschlossener Kirche durch ein kleines Rundbogenfenster einen Blick in die Kapelle zu werfen. Die Holzpforte ist zur linken Seite hin gesetzt. Das Dach ist durch einen quadratischen Dachreiter mit ebenfalls quadratischer geschweifter Haube gekrönt. Als Spitze dient eine Metallkugel und darüber ein Patriarchenkreuz, das wohl an den verehrten Werner erinnern soll. Die Bauzeit ist die Zeit des Jugendstils. Die Kapelle zeigt allenfalls eine schlichte Form des Stils mit ihren Rundbogenfenstern, der Haube und dem Vorhalleneingang.

## Ausstattung
Die Kapelle übernahm aus der Simultankirche den Hochaltar aus dem 18. Jahrhundert.